# Neoaeshnida
Neoaeshnida – takson ważek z podrzędu Epiprocta i infrarzędu różnoskrzydłych.

## Morfologia
U ważek tych spośród dwóch dodatkowych żyłek ukośnych między drugą gałęzią żyłki radialnej tylnej a żyłką interradialną dystalna uległa w tej grupie zanikowi, a bazalna przesunięciu w kierunku subnodusa. Sektor medialny spłaszczony jest dobrze wyodrębniony, niezygzakujący, w pierwotnym planie budowy całkowicie równoległy w przebiegu do żyłki medialnej przedniej. Dystalna strona drugiej gałęzi wtórnej żyłki medialnej przedniej w trójkącie dyskoidalnym jest wyraźnie zagięta kanciasto lub zakrzywiona. Żyłka trygonalna stanowi silnie uwypukloną wtórną żyłkę podłużną w części postdyskoidalnej. Żyłki medialna tylna i kubitalna przednia biegną równolegle do siebie i aż po krawędź skrzydła oddzielone są tylko pojedynczym szeregiem komórek. Odwłok ma wyraźne żeberka boczne na tergitach.
U larw z tej grupy formująca maskę warga dolna ma silniej rozszerzony ku wierzchołkowi przedbródek niż u taksonów bardziej bazalnych. Wierzchołek odwłoka larwy ma silnie wydłużoną piramidę analną o długich paraproktach i wyrostkach epiproktu.

## Taksonomia
Takson ten wprowadzony został w 1996 roku przez Güntera Bechly’ego. Jego filogenetyczna systematyka według pracy Bechly’ego z 2007 roku do rangi rodziny przedstawia się następująco:
- Gomphaeschnidae
- Aeshnodea
  - Allopetaliidae
  - Euaeshnodea
    - Brachytronidae
    - Aeshnoidea
      - Telephlebiidae
      - Aeshnidae – żagnicowate